# ジョディ・パウエル
"ジョディ" ジョゼフ・レスター・パウエル・ジュニア（Joseph Lester "Jody" Powell, Jr., 1943年9月30日 - 2009年9月14日）は、ジミー・カーター政権時のアメリカ合衆国ホワイトハウス報道官。退任後、PR会社を経営した。

## 生い立ちと経歴
ジョージア州コーディールに生まれ、カーターの故郷プレインズから35マイル（約56キロメートル）東にあるヴィエンナの農家で育つ。1961年、空軍士官学校に入学したが、3年後に歴史の試験で不正を行い退学処分を受ける。1966年、ジョージア州立大学の学士課程を卒業後、エモリー大学で政治学の博士課程に進み、修了前に学内規定によりM.A.を得る。
在学中の1969年、カーターのジョージア州知事選の選挙運動に参加。運転手や雑用係として州内のさまざまな遊説先へ同行した。カーターの親友となり事実上の秘書役を務めていたが、結果的にエモリー大学を研究途上で辞め、カーターのためにフルタイムで働くことにした。

## 大統領選、ホワイトハウスでのカーター支援
1976年、カーターにとって初の大統領選の選挙運動では、パウエルが道端からでも公衆電話で報道陣に連絡を取り、運動の成果が着実に出ているのを確かめたことが知られている。雑誌『タイム』は、カーターが当選すればパウエルは「顧問と報道官の2役」をこなすことになるだろうとの見立てを報じた。
選挙後にパウエルは、国政経験がないにもかかわらず、州知事時代からカーターを支え政権高官に就いた腹心ら「ジョージアマフィア」の一員とみなされた。1977年、『タイム』表紙の風刺画に、パウエルと大統領首席補佐官ハミルトン・ジョーダンが登場、『ローリング・ストーン』の表紙にも描かれ、カーターの「狂った子供」と呼ばれた。パウエルは1981年にホワイトハウス報道官を退任。カーターの大統領任期全てを報道官として支えた。

## 報道官退任後
1985年、回顧録The Other Side of the Storyを出版。この中で、1979年にカーターがボート乗船中、「必死にボートによじ登ろうとする」ヌマチウサギに出くわした「ウサギ事件」について、パウエル自身がAP通信にリークしたと明らかにした。
1990年、PBSのドキュメンタリーシリーズThe Civil War（『南北戦争』、ケン・バーンズ監督）に出演し独特な声を生かして、南軍人、特にストーンウォール・ジャクソンやジョン・B・ゴードンを演じた。
1981年、ナンシー・レーガン大統領夫人の報道官を務めたシーラ・テートと共同で、PR会社Powell TateをワシントンD.C.に設立。パウエルは亡くなるまで同社の最高経営責任者を務めた。また、特殊作戦兵士基金の諮問委員会のメンバーでもあった。
2009年9月14日、メリーランド州イースタン・ショアの自宅で心筋梗塞のため死去。

## 参考文献

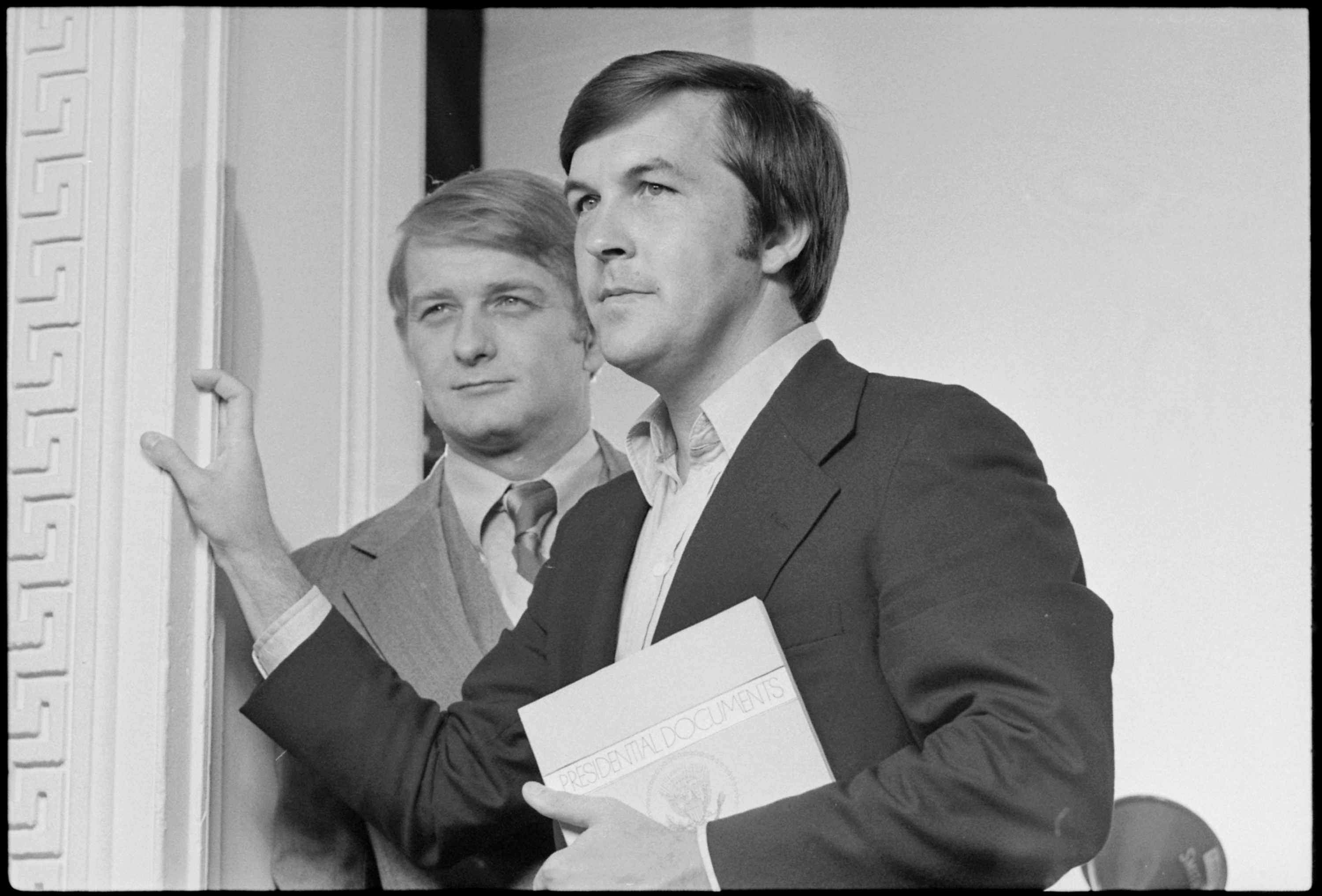
パウエルとハミルトン・ジョーダン（右）